# (744) Aguntina
(744) Aguntina est un astéroïde de la ceinture principale.

## Caractéristiques
Il a été découvert le 26 février 1913 par l'astronome autrichien Joseph Rheden depuis Vienne. Sa désignation provisoire était 1913 QW.

Le nom Aguntina dérive du latin Aguntum, une ville romaine de la province de Noricum près de Lienz.

Les calculs d'après les observations de l'IRAS lui accordent un diamètre d'une soixantaine de kilomètres.